# Joseph Raphson
Joseph Raphson angol matematikus volt, aki leginkább a Newton–Raphson-eljárásról ismert. Keveset lehet tudni az életéről, még a születési és halálozási éve is ismeretlen, bár Florian Cajori matematikatörténész ezeket 1648–1715 közé teszi. Raphson a Cambridge-i Egyetemen belül a Jesus College tagja volt, és mesterfokozaton végzett 1692-ben. 1689. november 30-án, Edmond Halley javaslatára, felvették a Royal Society-ba.

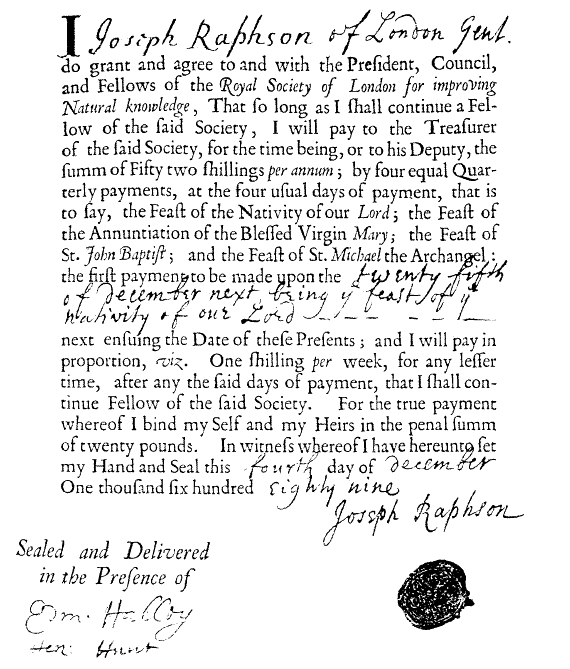
Raphson aláírása, amikor felvették a Royal Societyba

Raphson legjelentősebb munkája az Analysis Aequationum Universalis, amit 1690-ben publikált. Ez a ma már Newton–Raphson-eljárásként ismert módszert foglalja magába, ami egy egyenlet gyökének megközelítésére szolgál. Isaac Newton is kifejlesztett egy nagyon hasonló formulát a Method of Fluxionsban, még 1671-ben, azonban ez csak 1736-ban lett publikálva, közel 50 évvel Raphson Analysise után. Mivel a Raphson-féle eljárás egyszerűbb a Newtonénál, ezért elsődlegesként kezelik, és gyakrabban fordul elő a tankönyvekben is, mint a Newtoné.
Raphson Newton hűséges támogatója volt abban, hogy elítélte Leibnizet, akit a Calculus feltalálójaként emlegetnek. Ráadásul Raphson lefordította Newton Arithmetica Universalisét angol nyelvre. 